# GUCY1A3
Le GUCY1A3 (pour « Guanylate cyclase soluble subunit alpha-3 ») est une protéine constituant l'une des deux sous-unités de la guanylate cyclase. Son gène est GUCY1A3 porté sur le chromosome 4 humain.

## Rôle
Son expression est augmenté par le ZEB1, entraînant une activation de la guanylate cyclase qui pourrait avoir une action bénéfique sur l'athérome.

## En médecine
Un variant du gène augmente le risque de maladie coronarienne, et en particulier, de survenue d'un infarctus du myocarde. Un autre variant, augmentant l'activité de la guanylate cyclase, serait protectrice pour les maladies cardiovasculaires.